# Gorgota
Gorgota là một xã thuộc hạt Prahova, România. Dân số thời điểm năm 2002 là 5549 người.